# 小行星202605
小行星202605（202605 Shenchunshan），臨時編號2006 HY30，是一顆位於小行星帶的小行星。2006年4月18日由國立中央大學鹿林天文台的楊庭彰和葉泉志發現。
2009年4月9日以台灣天文學家沈君山命名，表彰他的著作激發台灣年輕人進行天文研究的貢獻。